# Liste von Küstenmuseen
Ein Küstenmuseum ist ein Museum, das sich unter anderem mit der Natur- und Kulturgeschichte an Meer und Küste auseinandersetzt.
Deutschland
- Museum Kunst der Westküste, Alkersum auf Föhr, Föhr, Nordfriesland
- Inselmuseum Juist
- Küstenmuseum Wilhelmshaven

Norwegen
- Herøy Kystmuseum
- Nordkapmuseum
- Zentrum für Küstenkultur und Küstenwirtschaft Norwegen